# GNOME MPlayer
Gnome MPlayer è un lettore multimediale libero per GNOME che usa MPlayer come backend per la riproduzione di file multimediali offrendo molte altre funzionalità aggiuntive.
Funzionalità:
- riproduzione di video, audio da file, URL, DVD, Video CD, Audio CD, TV, DVB, e KIO Slaves;
- controllo di volume, contrasto, luminosità, tonalità e saturazione;
- opzioni di zoom, full screen (schermo intero) e fixed aspect;
- libreria multimedia;

Gnome MPlayer è pubblicato con una licenza GNU GPL.